# Aspona gibosa
Aspona gibosa är en insektsart som beskrevs av Fonseca och Diringshofen 1969. Aspona gibosa ingår i släktet Aspona och familjen hornstritar. Inga underarter finns listade i Catalogue of Life.